# Hyperdimension Neptunia: Producing Perfection
A Hyperdimension Neptunia: Producing Perfection (神次元アイドル ネプテューヌＰＰ; Hepburn: Kami Jigen Idol Neptune PP) nevelésszimulátor és ritmusjáték, melyet az Idea Factory és a Tamsoft fejlesztett és a Compile Heart jelentetett meg Japánban, illetve a NIS America Észak-Amerikában. Ausztráliában és Európában, kizárólag PlayStation Vita kézi konzolra. A játék a Hyperdimension Neptunia sorozat spin-offja. A Producing Perfection 2013. június 20-án jelent meg Japánban, 2014. június 3-án Észak-Amerikában, 2014. június 5-én Ausztráliában és 2014. június 6-án Európában.

## Történet
Váratlanul egy idoljáték jelenik meg és a MOB48 nevű idolegyüttes, az AKB48 kifigurázása piaci részesedést vesz el a négy istennőtől. A játékosnak koncerteken szerzett színpadi pontokkal vissza kell szereznie az elvesztett részesedést. A koncerteken előadott daloktól függően változik a rajongók és gyűlölők száma. A játékos választhatja ki az idolok fellépőruháit, illetve a koncertek során a kameraállások között is váltogathat. A koncertek alkalmával az istennők átalakulhatnak, ezzel az énekhangjuk is megváltozik.

## Szereplők
A négy istennő, Neptune, Noire, Blanc és Vert játszható szereplőként, a Victory kosztümjeikben jelennek meg a játékban. Húgaik Nepgear, Uni, Ram és Rom háttértáncosként szerepelnek, IF-hez és Compához hasonlóan.

## Fogadtatás
| Összegzőoldal | Értékelés |
| ------------- | --------- |
| GameRankings  | 53%       |
| Metacritic    | 54/100    |

| Szerző      | Értékelés |
| ----------- | --------- |
| Destructoid | 6/10      |
| IGN         | 4/10      |

A Hyperdimension Neptunia: Producing Perfection megosztott kritikai fogadtatásban részesült. A GameRankings gyűjtőoldalon 21 értékelés alapján 53,14%-on, míg a Metacriticen 20 kritika alapján 54/100-as átlagpontszámon áll.